# Schefflenz
Schefflenz è un comune tedesco di 3 936 abitanti, situato nel land del Baden-Württemberg.

## Geografia antropica
Il comune di Schefflenz è diviso in 4 frazioni (Ortsteil):
- Oberschefflenz (letteralmente: "Schefflenz di Sopra")
- Mittelschefflenz (letteralmente: "Schefflenz di Mezzo")
- Unterschefflenz (letteralmente: "Schefflenz di Sotto")
- Kleineicholzheim